# Voltaggio
Voltaggio é uma comuna italiana da região do Piemonte, província de Alexandria, com cerca de 770 habitantes. Estende-se por uma área de 51,49 km², tendo uma densidade populacional de 15 hab/km². Faz fronteira com Bosio, Campomorone (GE), Carrosio, Fraconalto, Gavi, Isola del Cantone (GE), Mignanego (GE), Ronco Scrivia (GE).

## Demografia
| Variação demográfica do município entre 1861 e 2011                               |
|                                                                                   |
| Fonte: Istituto Nazionale di Statistica (ISTAT) - Elaboração gráfica da Wikipedia |